# Інтернаціональний легіон територіальної оборони України
Інтернаціональний легіон оборони України — військова частина ЗСУ, у якій служать військові добровольці — громадяни інших країн. Створена Урядом України за ініціативою Президента Володимира Зеленського для боротьби проти Росії під час російського вторгнення в Україну. Протягом короткого часу діяв як Інтернаціональний легіон територіальної оборони України, але майже одразу був переданий у підпорядкування Сухопутних військ Збройних Сил України. Сьогодні діє у формі чотирьох Інтернаціональних легіонів оборони України, що підпорядковуються Командуванню Сухопутних військ Збройних Сил України

## Історія
Підрозділ було створено за ініціативою президента Володимира Зеленського 27 лютого 2022 у складі Територіальної оборони Збройних сил України для захисту країни від російського вторгнення в Україну 2022 року через численні зголошення іноземних громадян — як з українським корінням, так і без — стати на захист України. Про його формування було оголошено у заяві міністра закордонних справ України Дмитра Кулеби 27 лютого 2022 року близько 11:00 за місцевим часом. Кулеба також анонсував це у Твіттері, запрошуючи окремих осіб приєднуватись до легіону та заявляючи, що «разом ми перемогли Гітлера, переможемо і Путіна».
Ті, хто бажає приєднатися до підрозділу, можуть це зробити, звернувшись до аташе з питань оборони Посольства України у своїй країні або безпосередньо через офіційний сайт Інтернаціонального легіону оборони України https://ildu.mil.gov.ua/ Зусилля зі створення Інтернаціонального легіону територіальної оборони України нагадують зусилля Києва під час і після бойових дій на Донбасі 2014 року щодо набору іноземних добровольчих батальйонів..
Чисельність легіону складає приблизно 20 000 осіб.
21 вересня 2022 року, під час обміну військовополоненими, росіяни звільнили 10 іноземних громадян, серед яких — військовослужбовці Легіону[уточнити].

## Міжнародна реакція

### Австралія
Прем'єр-міністр Австралії Скотт Моррісон заявив журналістам: «Наша порада всім австралійцям — не їздити в Україну… Я б радив не робити припущень про законність такої діяльності на цей момент, враховуючи невизначеність, пов'язану з домовленостями та силою, яку застосовує Президент України Зеленський».

### Албанія
Мамука Мамулашвілі, командир іноземних волонтерів в Україні, сказав в інтерв'ю Euronews Албанія 3 березня 2022 року, що наразі в Легіоні є двоє албанців. Мамулашвілі також заявив, що вони чекали на прибуття близько 20–30 інших албанських добровольців, які подали заявку на участь у війні в Україні.

### Алжир
На початку березня 2022 року уряд Алжиру закликав Україну не залучати бійців із їхньої країни.

### Аргентина
13 березня 2022 року посольство України в Буенос-Айресі опублікувало у своїх соціальних мережах повідомлення із закликом про приєднання до Інтернаціонального легіону громадян Аргентини, які мають таке бажання. 22 березня повідомлялося, що невідома кількість аргентинців підписала необхідні документи для участі у Легіоні.

### Бельгія
7 березня 2022 року Time повідомив, що Бельгія відмовляла своїх ветеранів від участі у війні. Попри це 15 березня українське посольство в Брюсселі підтвердило, що 18 бельгійців виїхали в Україну для вступу до Легіону, а ще 92 виявили зацікавленість.

### Бразилія
Близько 500 бразильців мобілізуються в групах WhatsApp, Telegram та інших соціальних мережах із метою запису до Інтернаціонального легіону. Посольство України в Бразилії та уряд останньої не агітували за вступ до лав військових. Всупереч цьому та великим витратам (до 7000 доларів США на людину включно з вартістю квитків і документів), станом на 6 березня вже більше як 100 громадян Бразилії оформили контракт із Посольством для вступу до лав військових. Окрім цього, в Україні в зоні військових дій вже перебуває група з близько 15 бразильців.

### Сполучене Королівство
Міністр закордонних справ Сполученого Королівства Ліз Трасс заявила, що «народ України бореться за свободу та демократію не лише України, а й усієї Європи, тому що це те, чому президент Путін кидає виклик. І абсолютно, якщо люди хочуть підтримати цю боротьбу, я б підтримала їх у цьому».

### Данія
Заяви прем'єр-міністерки Данії Метте Фредеріксен у неділю, 27 лютого 2022 року, вказували на те, що, на перший погляд, вона не вірила, що участь данців у конфлікті буде незаконною. 1 березня було повідомлено, що Данія не перешкоджатиме своїм громадянам в участі у військових діях в Україні. Метте Фредеріксен сказала: «Це вибір, який може зробити кожна людина. Це стосується, як українців, які живуть тут у Данії, так і інших, які вірять, що можуть безпосередньо сприяти вирішенню конфлікту».

### Еквадор
8 березня 2022 року Почесний консул України в Еквадорі повідомив, що близько 850 еквадорців звернулися до українського консульства в Кіто та посольства України в Лімі (Перу) з намірами стати учасниками Інтернаціонального легіону.

### Ізраїль
26 лютого на тлі протестів в Ізраїлі проти російського вторгнення в Україну розпочалися українські ініціативи щодо залучення ізраїльтян до Інтернаціонального легіону, спрямовані насамперед на українсько-єврейські громади, які складаються з тисяч ізраїльтян, що мають коріння з України та інших колишніх радянських республік, а також менший контингент ізраїльтян, які взагалі не мають коріння з колишнього СРСР. На початку березня повідомлялося, що залучені ізраїльтяни прямують в Україну. Більшість із них ― ветерани Збройних сил Ізраїлю, що мають переважно українське, російське та інших колишніх країн СРСР походження, але при цьому також зазначається, що серед добровольців є і друзи ізраїльського та американсько-ізраїльського походження.

### Італія
Російське вторгнення в Україну 2022 року та відкритий заклик Володимира Зеленського до Інтернаціонального легіону територіальної оборони викликали в італійців інтерес до польотів в Україну та участі в конфлікті, аж до того, що італійська поліція розпочала моніторинг соціальних мереж, щоб виявити можливі загрози тероризму. Скільки італійців відповіло на заклик Зеленського, наразі невідомо. В Італії кримінальний кодекс карає «несанкціонований прийом на службу до іноземної держави».

### Камбоджа
Прем'єр-міністр Камбоджі Хун Сен закликав камбоджійців не їздити в Україну і не воювати з українцями в легіоні та зазначив: «Я не дозволю, щоб наші люди гинули в Україні. Наша конституція цього не дозволяє».

### Канада
Міністр закордонних справ Канади Мелані Жолі зазначила, що окремі канадці мають самостійно вирішувати, чи хочуть вони приєднатися до нового іноземного легіону України, щоб допомогти країні боротися з російським вторгненням: «Ми розуміємо, що люди українського походження хочуть підтримувати своїх співвітчизників, а також що це бажання захищати Батьківщину, і в цьому сенсі це їх власне індивідуальне рішення… Скажу чітко: ми всі зараз дуже схвалюємо будь-яку форму підтримки українців».
Приблизно 2,7 % канадців мають українське походження.

### Куба
У березні 2022 року посольство України в Гавані намагалося залучити жителів Куби до Інтернаціонального легіону.

### Латвія
Сейм Латвії одноголосно затвердив імунітет від кримінального переслідування для латвійських добровольців, які бажають вступити в бойові дії на боці українських військових.

### Нідерланди
У понеділок, 28 лютого, міністр оборони Нідерландів Кайса Оллонґрен оголосила, що вступ до інтернаціонального легіону є законним. На підтвердження своєї заяви вона сказала: «незаконно вступати до іноземної армії лише в тому випадку, якщо ця армія воює з Нідерландами».

### Німеччина
2 березня міністр внутрішніх справ Ненсі Фезер і міністр юстиції Марко Бушманн заявили, що федеральний уряд не буде перешкоджати своїм громадянам їхати в Україну для участі у війні. Окрім цього, такі громадяни також не притягатимуться до кримінальної відповідальності. Це стосується як українців, так і росіян. Але при цьому Федеральна поліція Німеччини уточнила, що не дозволить в'їзд в Україну правих екстремістів.

### Південна Корея
Уряд Південної Кореї разом із Міністерством права та Міністерством національної оборони має неоднозначну позицію щодо того, чи можуть громадяни країни добровільно приєднатися до лав територіальної оборони в Україні. Наразі Україна внесена у Південній Кореї до списку країн, відвідування яких заборонено південнокорейським урядом, а недотримання цього правила є порушенням Закону про паспорти, що передбачає покарання у вигляді позбавлення волі строком до одного року або штрафу до 10 мільйонів вон (приблизно 8700 доларів США). Уряд країни також нагадав громадянам, що обов'язок захищати Південну Корею стоїть на першому місці, і будь-які південнокорейські чоловіки віком до 25 років, які вступають на службу в українські військові формування без отримання попереднього дозволу на це, можуть бути звинувачені у порушенні статті 70 Закону про військову службу, що карається позбавленням волі на строк до трьох років. Загалом уряд Південної Кореї стверджує, що «бажав би», аби добровольці не брали участі у військових діях в Україні, але одночасно з цим наполегливо натякав, що не буде активно протидіяти громадянам своєї країни, які виявлятимуть бажання це робити. 3 березня 2022 року Посольство України в Сеулі повідомило, що отримало заявки від десятків південнокорейських добровольців, деякі з яких є високопідготованими солдатами, яких посольство бажає «негайно» відправити в Україну.

### Польща
Чинне законодавство Польщі не дозволяє її громадянам нести службу в іноземних військових формуваннях без попередньої згоди на це міністра внутрішніх справ або міністра оборони. Такий дозвіл надається лише за запитом зацікавленої особи, але його отримання непросте, адже необхідне дотримання низки правил. При цьому станом на 2 березня відомо, що близько 30 польських добровольців виявили свою готовність боротися з російським вторгненням в Україні.

### Сенегал
3 березня міністерство закордонних справ Сенегалу засудило повідомлення українського посольства в соціальних мережах, що закликало добровольців приєднатися до боротьби проти Росії, адже це суперечить законодавству Сенегалу. Посла України в Сенегалі Юрія Пивоварова викликали до міністерства для роз'яснення повідомлення, яке після перевірки його легітимності попросили видалити.

### Сінгапур
Міністр закордонних справ Сінгапуру Вівіан Балакрішнан сказав під час сесії парламенту 28 лютого, що країна не буде ставати на чиюсь сторону, а сінгапурці, своєю чергою, повинні воювати виключно за інтереси національної безпеки своєї країни, а не в інших місцях, навіть якщо громадяни мають благородні мотиви. Окрім цього Балакрішнан зазначив, що Сінгапур не може підтримувати просування або організацію збройних груп, незалежно від виправдання їхніх дій, в інших країнах.

### Сполучені Штати Америки
2 березня Державний департамент США опублікував рекомендацію щодо подорожей, у якій застерігав, що американцям не варто відвідувати країну, яка вже сьомий день потерпає від обстрілів і ракетних ударів. Проте за даними посольства України у Вашингтоні станом на 3 березня, більше ніж 3000 американських громадян зголосилися воювати за Україну.

### Тайвань
Джоанн Оу, речниця Міністерства закордонних справ Тайваню, на пресконференції під час відповіді на запитання щодо офіційної позиції країни про можливість запису громадян до Інтернаціонального легіону в Україні, заявила, що «послідовна позиція уряду полягає в тому, щоб закликати всіх громадян Тайваню уникати подорожей в Україну через погіршення ситуації в ній. Уряд повністю розуміє настрої своїх громадян, які хочуть відстоювати праведність і підтримати Україну, проте з позиції захисту безпеки свого народу та ризику війни, радить своїм громадянам уникати відвідування». Через відсутність офіційних дипломатичних відносин між Україною й Тайванем не було створено жодних дипломатичних представництв з жодною зі сторін. У представництві Польщі в Тайбеї запропонували тайванським добровольцям спершу приїхати до Польщі задля того, щоб звернутися в Посольство України у Варшаві.

### Хорватія
27 лютого прем'єр-міністр Хорватії Андрей Пленкович заявив, що «кожен виїзд в Україну є рішенням окремих осіб, і вони несуть за це особисту відповідальність». Хорватське законодавство передбачає покарання за організацію виїзду або вступу на війну в іншій країні, якщо це порушує конституційний лад цієї країни, підриває її територіальну цілісність або якщо громадянин стає найманцем.
2 й 3 березня військовий аташе Хорватії в Москві Желько Акрап був викликаний до Міністерства оборони Росії, яке заявило, що занепокоєне тим, що «хорвати й росіяни є братніми народами», а Хорватія при цьому ніяк не засудила приєднання 200 своїх громадян добровольцями до української армії. Під час другого дзвінка російська сторона намагалася передати Акрапу ноту протесту, але той відмовився її прийняти.

### Франція
Після заклику Володимира Зеленського про приєднання іноземних військових до легіону як добровольців, французи створили дві групи у Facebook, у яких зібралося близько 2000 осіб, які хочуть стати волонтерами, а 40 колишніх французьких військових повинні прибути в Україну вже 11 березня. Попри те, що уряд Франції не радить своїм громадянам відвідувати Україну з міркувань безпеки через повномасштабне вторгнення, жодних перешкод для участі у військових діях немає, але й окремої організації добровольців із боку французького уряду бути не може. Єдиними порушеннями законодавства країни при участі у військових діях на території України можуть стати: скоєння воєнних злочинів; участь у війні як найманець; перехід на проросійську сторону.

### Чехія
Громадянам Чеської Республіки дозволено вступати до збройних сил інших країн як іноземним добровольцям, якщо вони отримають дозвіл Президента Чеської Республіки. 28 лютого президент Мілош Земан заявив, що виступає за те, щоб потенційні добровольці могли приєднатися до новоствореного українського легіону. Міністерство оборони вже повідомило про перших заявників. 3 березня прем'єр-міністр Чехії Петр Фіала та президент Мілош Земан оголосили про недоторканність для всіх чеських добровольців, які приєднаються до легіону територіальної оборони України без офіційного дозволу..

### Японія
1 березня міністр закордонних справ Японії Йосімаса Хаяші сказав: «Мені відомо, що Посольство України в Японії робить заклик [ставати добровольцями], але я хотів би, щоб ви утрималися від поїздок в Україну, незалежно від вашої мети». Всупереч цьому, станом на 2 березня близько 70 японців подали заявки на вступ до добровольчого іноземного легіону. З них 50 осіб є колишніми членами Сил самооборони Японії, ще двоє — колишні члени Французького іноземного легіону. В організації набору потенційних кандидатів-добровольців Посольству України в Японії допомагала токійська компанія, назва якої не оголошується.

### Швейцарія
Швейцарська військова юстиція відкрила кілька кримінальних проваджень проти громадян Швейцарії, що на початку повномасштабної війни в Україні брали участь у бойових діях, як добровольці або найманці. За даними SRF, на березень 2025 року триває 13 проваджень. Служби за кордоном, такі як найманство, можуть каратися відповідно до військового кримінального законодавства Швейцарії до трьох років позбавлення волі або штрафу.

## Структура
| Наруковий знак | Назва                                  | Опис |
| -------------- | -------------------------------------- | --- |
|                | Канадсько-українська бригада           | Канадці та британці, включаючи канадських колишніх військових. |
|                | Грузинський національний легіон        | військовий підрозділ, що був заснований 2014 року добровольцями-грузинами |
|                | Норманська бригада                     | Ветерани з Канади, Великої Британії, США, Данії, Норвегії, Німеччини, Австралії, Нової Зеландії, Франції, Південної Африки та Польщі. |
|                | Легіон "Свобода Росії"                 | Добровольці — колишні військовослужбовці Збройних сил Росії, а також інші росіяни та білоруси-добровольці, які проживають в Україні. |
|                | Батальйон «Сибір»                      | повністю складають громадяни Росії, що виявили бажання боротись проти режиму Путіна. До батальйону входять якути, буряти і москвичі. |
|                | 1-й батальйон "Вовкодав"               | Складається з американців, азербайджанців, австрійців, британців, греків, ірландців, хорватів, бразильців, марокканців, тайванців, японців. |
|                | 3-й батальйон спеціального призначення | - Батальйон «Омега»: складається з американців, серед яких є кілька ветеранів з Афганістану та Іраку та колишні солдати спецназу, які дислокувалися в Південній Кореї. - Батальйон Туран: складається з казахстанців, киргизів та азербайджанців. - Інший батальйон: складається з бразильців, португальців, іспанців, італійців, французів та інших. |
|                | Батальйон імені Джохара Дудаєва        | Один із кількох Чеченських добровольчих збройних формувань, які воюють на боці України. Батальйон названий на честь першого президента Чеченської Республіки Ічкерія Джохар Дудаєв. |
|                | Батальйон імені Хамзата Гелаєва        | Один з кількох Чеченських добровольчих збройних формувань. Батальйон створений на честь одного з найповажніших чеченських полководців Чеченської Республіки Ічкерія Хамзата Гелаєва. Чимало його учасників — ветерани спецпідрозділу Гелаєва. |
|                | ОБОП ЗС ЧРІ                            | Один з кількох Чеченських добровольчих збройних формувань. Батальйон підпорядковується Міністерству оборони Чеченської Республіки Ічкерія. Складається з чеченських ветеранів чеченських війн, а також сирійської громадянської війни. |
|                | Батальйон імені Шейха Мансура          | 12 жовтня 2014 президія СПР «Вільний Кавказ» заявила про створення батальйону для участі у війні на сході України. Даний батальйон став другим, після раніше сформованого батальйону ім. Джохара Дудаєва, який добре себе зарекомендував і отримав схвалення і підтримку з боку української влади                                                     |
|                | Російський добровольчий корпус         | Сформований у серпні 2022 року з російських правих добровольців, які з 2014 року воюють за Україну в полку «Азов» та інших підрозділах. |
|                | Батальйон імені імама Шаміля           | Складається з членів декількох етнічних груп Дагестану |
|                | Мусульманський корпус «Кавказ»         | кавказький мусульманський добровольчий бойовий підрозділ |
|                | полк Пагоня                            | Складається з білорусів |
|                | Батальйон «Крим».                      | Складається з кримських татар |
|                | Польський добровольчий корпус          | Складається з поляків |
|                | Білоруський добровольчий корпус        | Складається з білорусів. Включає батальйон "Терор". |
|                | Карельський національний батальйон     | Утворений 2023 року, складається з карелів. |
|                | 1-й інтернаціональний легіон (Україна) | |
|                | 2-й інтернаціональний легіон           | Складається з українців, білорусів і грузинів |
|                | Рота "Башкорт"                         | Складається з етнічних башкир, пов'язаних з Комітетом башкирського опору |
|                | Чорний міст                            | Військове крило російської опозиції та партизан групи Чорний міст |
|                | Чеський легіон                         | Чехи |
|                | Чеська аеророзвідка                    | Чехи |
|                | Німецький добровольчий корпус          | Німці |
|                | Спеціальна бойова група "Team Spook"   | |

- 4-й інтернаціональний легіон оборони України[61]
  - Окремий батальйон спеціального призначення

## Відомі представники
- Сандра Андерсен Ейра — норвезький саамський політичний діяч;
- Таліта до Валле — бразильська модель, актриса та снайпер (загинула 30 червня 2022[62]);
- Ігор Волобуєв — російський журналіст і топ-менеджер, колишній віце-президент Газпромбанку;
- Алеко Елісашвілі — грузинський політик;
- Фінбар Кафферкі — ірландський активіст, учасник війни курдських загонів Сирійських демократичних сил проти Ісламської держави (загинув 19 квітня 2023);
- Рі Кен — південнокорейський відеоблогер, колишній офіцер ВМС Південної Кореї[63][64];
- Бенг-Хун Ли —  колишній офіцер Корпусу морської піхоти Республіки Корея.[65]
- Конор Кеннеді — онук генерального прокурора США Роберта Кеннеді, внучатий племінник Президента США Джона Кеннеді[66];
- Мамука Мамулашвілі — командир грузинського легіону;
- Малкольм Ненс — американський письменник та медіаексперт;
- Іраклій Окруашвілі — грузинський державний та військовий діяч;
- Денис Урбанович — білоруський громадський діяч;
- Хосе Давид Чапарро — венесуельський політик, колишній повірений у справах Венесуели в Москві (2001—2005)[67];
- І Цівей — китайський дисидент і письменник[68];
- Юріс Юраш — латвійський політик і правник.
- Жасулан Дуйсембін — доброволець із Казахстану. Воює в складі 1-го батальйону.[69][70][71]
- Харусан — доброволець із Японії. В минулому — боєць якудзи[72], зараз снайпер. Воює в складі Грузинського національного легіону[73]
- Каролін Нурденґріп — шведський політичний діяч, сержант, стрілець інтернаціонального батальону.[74] [75]
- Алексіс Анттіла — американська медсестра з Техасу, штурмовий боєць інтернаціонального батальону.[76][77]
- Марк Їрса «Искра»- Бойовий медик, снайпер з Чехії , доброволець воює на стороні України з 2016, зараз в складі Міжнародного легіону при ГУР МО України.

## Втрати
Нижче наведені втрати іноземних добровольців за країною станом на 5 листопада 2022 року.

## Вшанування
У місті Київ є вулиця Інтернаціонального легіону.
У місті Кривий Ріг є вулиця Іноземних добровольців.

## Історичні паралелі
Низка дослідників, істориків та військових аналітиків порівнювали Інтернаціональний легіон з Інтернаціональними бригадами часів громадянської війни в Іспанії, до складу яких входили іноземні добровольці, які підтримали Другу Іспанську республіку. Однак інші критикують це порівняння, бо Інтербригади були організовані Комуністичним Інтернаціоналом і, таким чином, здебільшого складалися з комуністів, тоді як Український Легіон складається з добровольців, які за світоглядом належать до ширшого спектру ідеологій. Критики також наголосили на відмінностях у складі двох міжнародних підрозділів: добровольцям в Іспанії, як правило, не вистачало військового досвіду, а в Україні в добровольців, як правило, вже був військовий досвід.

### Історичний
- Антирадянські партизани та східноєвропейські антикомуністичні повстання
- Українські січові стрільці
- Інтернаціональні бригади
- Шведський добровольчий корпус